# توانا (فیلم)
توانا (به انگلیسی: The Mighty) فیلمی محصول سال ۱۹۹۸ و به کارگردانی پیتر چلسوم است. در این فیلم بازیگرانی همچون شارون استون، جنا رولندز، جیلین اندرسون، هری دین استنتون، کیرن کالکین، جیمز گاندولفینی، الدن هنسون، میت لوف و جنیفر لوئیس ایفای نقش کرده‌اند.